# Furto d'uso
In diritto penale l'espressione furto d'uso si riferisce a un'ipotesi speciale di furto punibile a querela della persona offesa secondo il dettato dell'articolo 626 c.p. (Furti punibili a querela dell'offeso). Consiste nell'impossessarsi di una cosa altrui al solo scopo di farne uso momentaneo e nel restituirla immediatamente dopo.
La fattispecie, punita con la reclusione fino a un anno o con la multa fino a 206 euro, è stata interessata da un'importante pronuncia della Corte costituzionale (sentenza n. 1085/1988), che ha dichiarato parzialmente illegittima la disposizione dell'articolo 626 nella parte in cui non prevede l'applicazione della stessa disciplina all'ipotesi in cui la restituzione della cosa è mancata per caso fortuito o forza maggiore.